# جیم بلنتاین
جیم بَـلنتاین (انگلیسی: Jim Ballantine؛ زادهٔ ۳۰ اوت ۱۹۵۵) تهیه‌کننده فیلم و مدیر اجرایی تولید اهل ایالات متحده آمریکا است.
از فیلم‌هایی که وی در آن‌ها نقش داشته‌است، می‌توان به پری دریایی کوچولو، مایا زنبور عسل، برادر خرس ۲، بامبی ۲ و بزهکاران اشاره نمود.